# غيبور
الغيبور هي نوع من مخرمات البكرة. تربط الزخارف بقضبان أو ضفائر بدلاً من شبكة. غيبور هي كلمة فرنسية. كانت تستخدم لوصف المخرمة التي تحتوي على خيط أعرج أو أكثر سمكاً لتحديد النمط، لكن هذا لم يعد مستخدماً.
المخرمات الجنوية مخرمات غيبور. ذهب صانعو المخرمات الجنويون إلى مالطا لتأسيس نمط المخرمات المالطية. ألهم هذا لاحقاً أسلوب المخرمات الإنجليزية المعروفة باسم مخرمات بيدفوردشير.
نوع آخر من مخرمات الغيبور هي مخرمات كلوني، التي نشأت في فرنسا، لكنها انتشرت في أماكن أخرى، مثل مناطق صناعة المخرمات الإنجليزية.